# Tower 42
La Tower 42, situata al numero 25 di Old Broad Street, è il secondo grattacielo della City of London ed il quinto più alto edificio di Londra. Fu originariamente costruito per la National Westminster Bank (NatWest) con il nome di NatWest Tower e visto dall'alto assomiglia proprio al logo della NatWest. La torre è stata disegnata dall'architetto Richard Seifert, progettata dall'ingegnere Pell Frischmann e costruita tra il 1971 ed il 1979 dalla John Mowlem & Co. costando 72 milioni di sterline, fu inaugurata nel 1980.
Con i suoi 183 metri è stato l'edificio più alto del Regno Unito fino al 1990 quando è stato surclassato dal One Canada Square nei London Docklands e nel 2011 con la fine della costruzione della Heron Tower, quest'ultima alta 230 metri, è diventato il secondo più alto della City.
Nel 1996 scoppiò un incendio al ventinovesimo piano dell'edificio, che non causò alcun danno notevole e fu spento agevolmente dai vigili del fuoco.